# ライヘンバッハの滝
ライヘンバッハの滝（ライヘンバッハのたき、独: Reichenbachfall）は、スイスにある落差250メートル（656フィート）、幅90メートル（300フィート）の滝である。アルプス山脈でも最も高所にある滝のひとつである。
ふもとにあるマイリンゲンの町は、メレンゲの発祥の地ともいわれている。

## コナン・ドイルとの関係
この滝はコナン・ドイルの推理小説に登場する名探偵シャーロック・ホームズが、短編小説『最後の事件』で「宿敵モリアーティー教授と相討ちになって滝つぼに落ち、死んだ場所」としても知られている。　
岩棚にぶつかって幾筋にも分かれるこの滝は、その美しい光景からライヘンバッハの景勝地として、同地を旅行した作者ドイルにもベルン州にある多くの滝の中でも特に強い印象を与えたようである。
『ストランド・マガジン』で連載していたホームズの物語は絶大な人気となり、ドイルはホームズ物の連載に追われることとなった。しかし、『最後の事件』の執筆当時、「より文学的な歴史小説」に題材を移そうと考えており、ホームズの連載が足かせになると考え、その連載を終わらせるためにホームズを亡き者にしようと考えた。こうして、このライヘンバッハの滝で自分の生み出した国民的ヒーローであるホームズを死なせることを決意したドイルは、母へ送った手紙の中で下記のように表している。
「いいかげんもっと高邁なものを目指したいのです。ホームズ抹殺で大きな収入源を捨てることになっても、です。」
（I must save my mind for better things even if it means I must bury my pocketbook with him.）
しかし、そんなドイルの決断もむなしく、読者は作者にホームズの物語の再開を求めて抗議。ドイルはホームズを再開するが、それは「ライヘンバッハ」以前の活躍を描いたものだった。
読者はこれに飽き足らず、「生きているホームズ」の活躍を読みたがっており、読者の熱望に負けてドイルは「ホームズはバリツという武術でモリアーティーを投げ飛ばし、滝から生還した」と設定を変更し、ホームズは『空き家の冒険』で復活することとなった。
現在、滝へつながるケーブルカーの駅には、ホームズについて記した記念プレートが設置されている。作中での舞台へは、滝の上部までの道を登り、橋を渡り、丘の下までのコースを辿ることで行くことができる。ここには英語、ドイツ語、フランス語で書かれた記念碑があり、「この恐ろしい場所で、1891年5月4日、シャーロック・ホームズがモリアーティー教授を打ち倒した」と刻まれている。
作中でモリアーティーとホームズが落ちたのは滝の反対側であり、詳細は「シャーロック・ホームズ博物館」となっている古い教会堂で展示されている。マイリンゲンの町にはほかにホームズが宿泊した「英国旅館」、ホームズ像、コナン・ドイル広場がある。

## ギャラリー

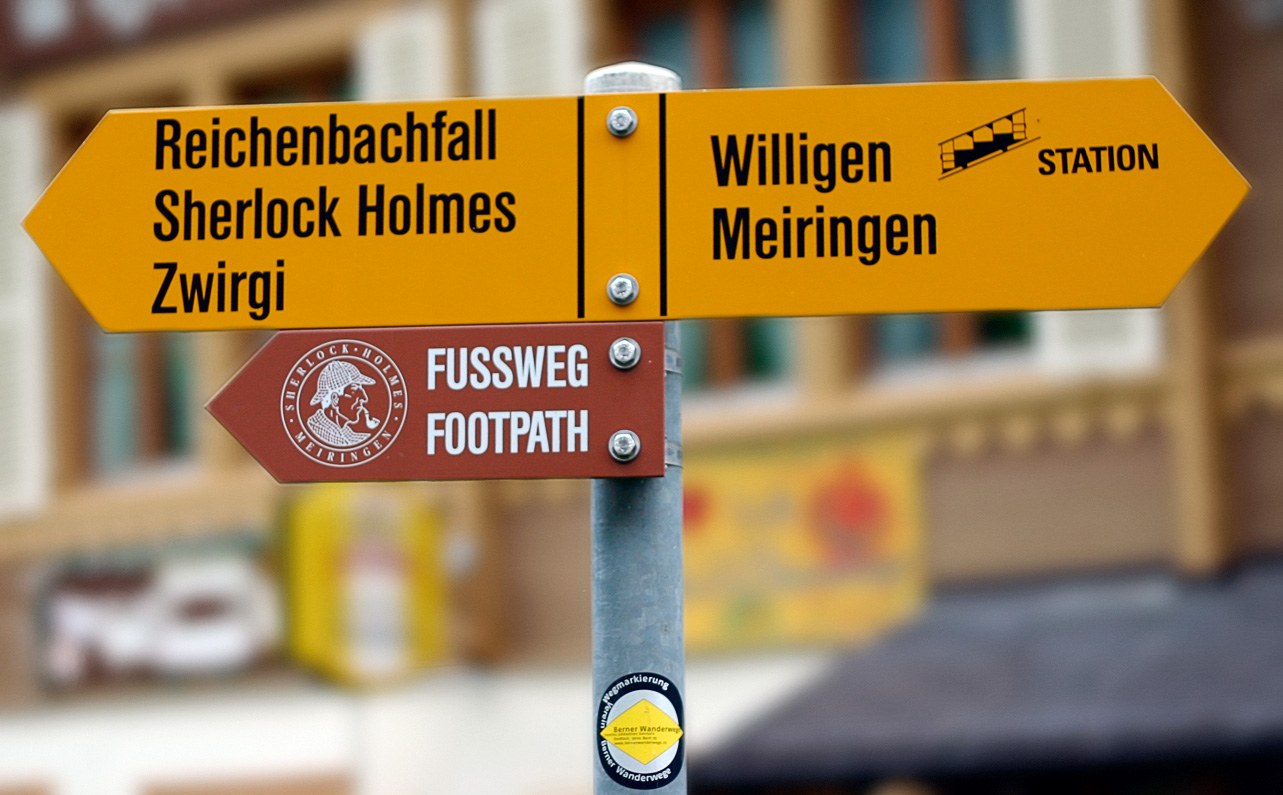
ホームズとモリアーティー教授の追跡行の道標
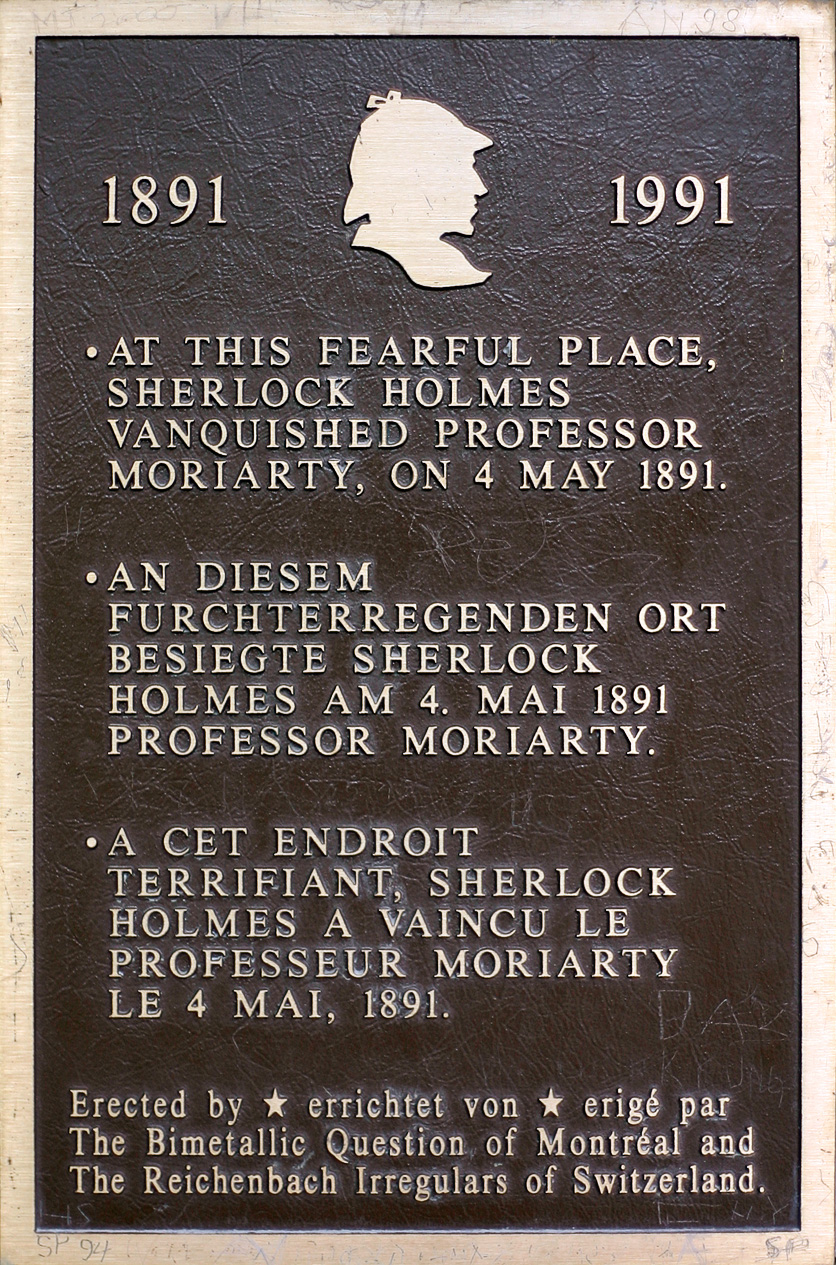
「ホームズとモリアーティーの戦いの記念碑」
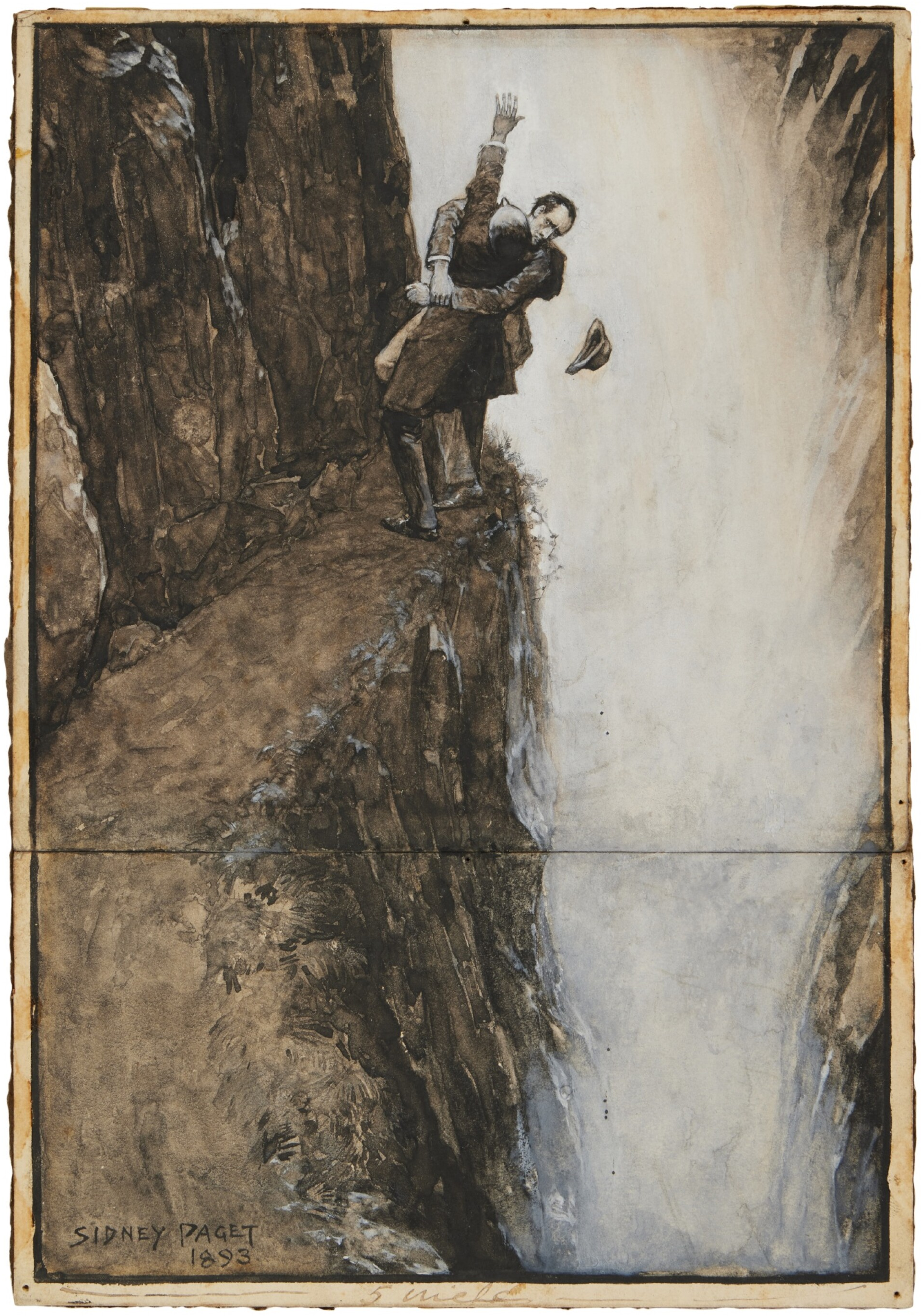
シドニー・パジェットによる『ストランド・マガジン』での初掲載時の挿絵（1893年）
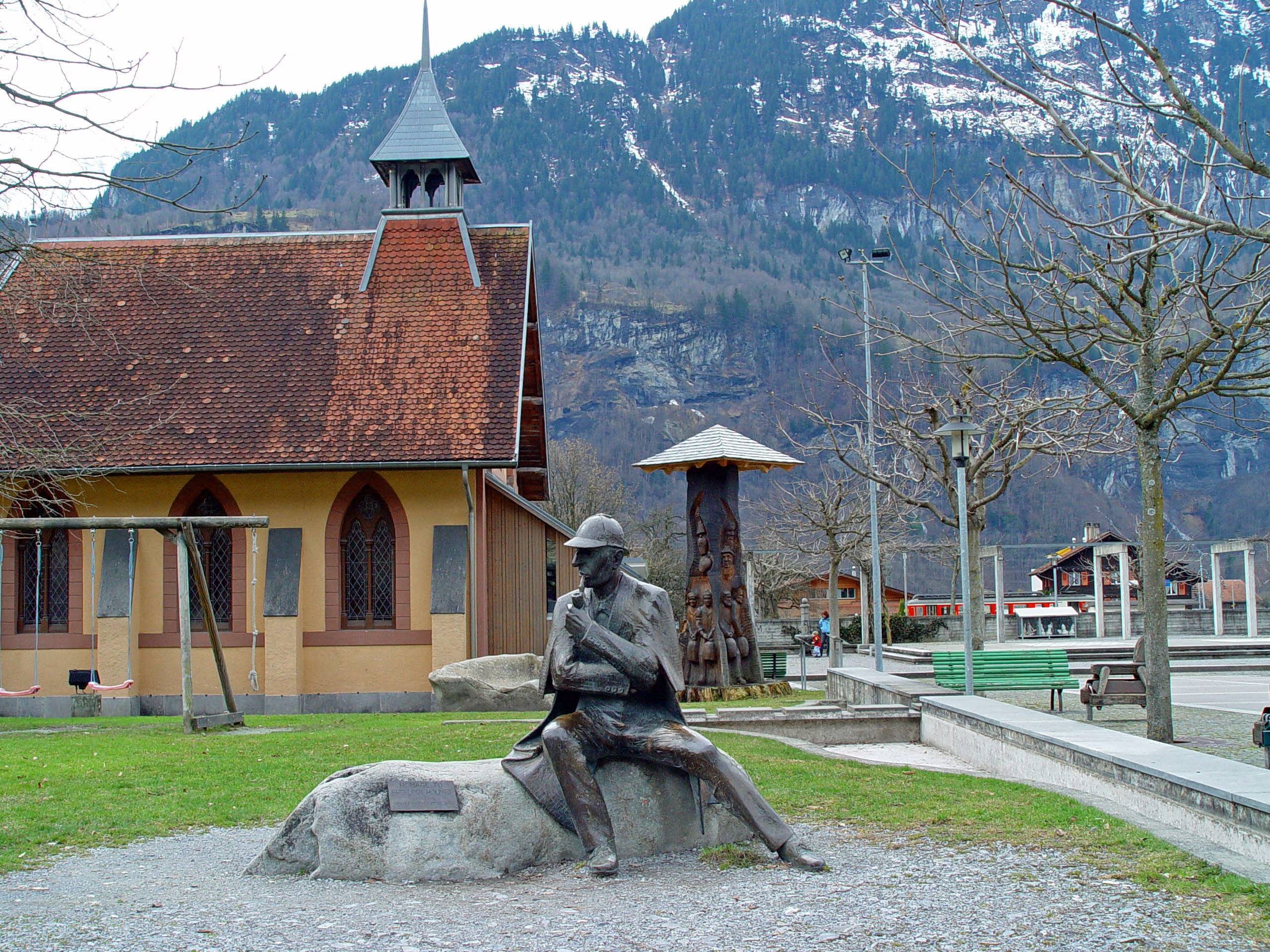
シャーロック・ホームズ博物館の前にあるシャーロック・ホームズの像